# Гинзбург, Карло
Карло Гинзбург (итал. Carlo Ginzburg; род. 15 апреля 1939, Турин) — итальянский историк еврейского происхождения. Один из создателей микроистории. Внёс также значительный вклад в изучение социальной истории и религиозных представлений в Европе в конце Средних веков — начале Нового времени, а также в методологию истории.
Доктор, иностранный член Американского философского общества (2013).

## Биография
Родился в семье известных литераторов и антифашистов. Отец, Леоне Гинзбург, родившийся в Одессе, был исследователем русской литературы XIX века и её переводчиком на итальянский язык; в 1944 году был арестован и убит нацистами. Мать, Наталия Гинзбург (Леви), была известной писательницей. По собственному признанию, на его научное творчество оказали влияние русская литература XIX века и советский кинематограф 1920—1930-х годов, с которыми он познакомился благодаря деятельности своего отца. В 1961 году окончил Высшую нормальную школу в Пизе, после чего получил учёную степень по истории. Преподавал в различных университетах Италии и США (Рим, Болонья, Лечче, Лос-Анджелес (1988—2005)), с 2006 года преподаёт в альма-матер.
Лауреат премии Аби Варбурга (1992), премии Виареджо (1998), премии Фельтринелли (2005), премии Бальцана (2010) и Антипремии Лысенко (1993). Читал Nicolai Rubinstein lecture (2014).

## Научная деятельность
В начале 1960-х годов начал работу с материалами процессов инквизиции XVI—XVII веков. Позднее активно выступал за открытие архивов Ватикана для широкого круга исследователей.
Первая монография — I benandanti. Ricerche sulla stregoneria e sui culti agrari tra Cinquecento e Seicento (Бенанданти. Ведовство и аграрные культы на рубеже XVI и XVII вв. 1966) — была посвящена пережиткам языческих культов плодородия в области Фриули в Северной Италии. Местные крестьяне верили в существование особой категории людей, «бенанданти», которые наделены сверхъестественными способностями и могли применять их для помощи урожаю и для борьбы со злыми существами из потустороннего мира. Гинзбург также пришёл к выводу, что к XVI—XVII векам в связи с изменением роли «бенанданти» и активизацией охоты на ведьм произошло изменение в их восприятии местным населением: их стали считать пособниками Сатаны.
Наиболее известная работа Гинзбурга — «Сыр и черви. Картина мира одного мельника, жившего в XVI в.» (Il formaggio e i vermi, 1976). В этой работе Гинзбург на материале протоколов инквизиции описывает взгляды еретика-самоучки Меноккио (Доменико Сканделло), мельника из Фриули. Название книге дала идея Меноккио о том, что ангелы и бог появились из хаоса точно также, как и черви в сыре. Меноккио высказывал в деревне радикальные мнения о структурной организации мира, об Иисусе, о христианской церкви и других религиях. Автор пытается выявить материал, послуживший основой для формирования обычным человеком неортодоксальных представлений, и указывает на влияние народных дохристианских представлений, протестантизма, а также доступных Меноккио книг (Библия на итальянском языке; Декамерон; «Путешествия» Джона Мандевиля; «Всемирная хроника» Джакомо Филиппо Форести; жития святых; несколько других книг бытового, исторического и религиозного характера; предположительно Коран). Прочитанные Меноккио книги подвергались необычной интерпретации и получали неортодоксальный смысл. Кроме того, Гинзбург указывает на то, что любое заурядное наблюдение (например, черви, появляющиеся в гниющем сыре) могло подпитывать «еретические» представления Меноккио.
В работе Storia notturna. Una decifrazione del sabba (Ночная история. Истолкование шабаша. 1989) Гинзбург предположил, что негативное восприятие ведьм сравнительно позднее и связано с деятельностью инквизиции, в то время как изначально в массовом сознании их оценивали нейтрально или даже положительно, признавая за ними способность осуществлять связь с потусторонним миром в интересах людей.
В 1999 году вышел сборник статей History, Rhetoric, and Proof (История, риторика и доказательство), построенный на полемике с постмодернистской историографией.
Ряд работ Гинзбурга переведён на несколько иностранных языков, в том числе «Сыр и черви» — на восемнадцать языков.

## Основные работы
- I benandanti. Ricerche sulla stregoneria e sui culti agrari tra Cinquecento e Seicento, Einaudi, 1966, n.ed. 1972, 2002
- I costituti di don Pietro Manelfi, Sansoni, 1970
- Il nicodemismo. Simulazione e dissimulazione religiosa nell’Europa del Cinquecento, Einaudi, 1970
- Folklore, magia, reglione, in Storia d’Italia, vol. 1: I caratteri originali, Einaudi, 1972
- Traduzione di Edward H. Carr, Sei lezioni sulla storia, Einaudi, 1972, n.ed. 2000
- Traduzione di Marc Bloch, I caratteri originali della storia rurale francese, Einaudi, 1973
- Traduzione (con Andrea Ginzburg) di Alexander Gerschenkron, Il problema storico dell’arretratezza economica, Einaudi, 1974
- Prefazione a Marc Bloch, I re taumaturgi. Studi sul carattere sovrannaturale attribuita alla potenza dei re particolarmente in Francia e in Inghilterra, Einaudi, 1975, n.ed. 1984
- Giochi di pazienza. Un seminario sul «Beneficio di Cristo», Einaudi, 1975 (con Adriano Prosperi)
- Geografia dell’Italia e dell’Europa, Zanichelli, 1977 (con Lisa Foa e Silvio Paolucci)
- Il formaggio e i vermi. Il cosmo di un mugnaio del Cinquecento, Einaudi, 1976, n.ed. 1999, 2009
- Spie. Radici di un paradigma indiziario, in Crisi della ragione, a cura di Aldo Gargani, Einaudi, 1979, pp. 57–106
- Introduzione a Peter Burke, Cultura popolare nell’Europa moderna, Mondadori, 1980
- Indagini su Piero. Il Battesimo, il ciclo di Arezzo, La Flagellazione di Urbino, Einaudi, 1982, n.ed. 2001
- Postfazione a Natalie Zemon Davis, Il ritorno di Martin Guerre. Un caso di doppia identità nella Francia del Cinquecento, Einaudi, 1984
- Prefazione a Roger Chartier, Figure della furfanteria. Marginalità e cultura popolare in Francia tra Cinque e Seicento, Istituto dell’Enciclopedia italiana, 1984
- Storia notturna. Una decifrazione del sabba, Einaudi, 1989, n.ed. 2008
- Introduzione a Stefano Levi Della Torre: dipinti e disegni, Galleria Documenta, 1989
- Il giudice e lo storico. Considerazioni in margine al processo Sofri, Einaudi, 1991, n.ed. Feltrinelli, 2006
- Miti emblemi spie. Morfologia e storia, Einaudi, 1986, n.ed. 2000
- Jean Fouquet. Ritratto del buffone gonella, Franco Cosimo Panini, 1996
- Occhiacci di legno. Nove riflessioni sulla distanza, Feltrinelli, 1998 Premio Viareggio
- History, Rhetoric, and Proof. The Menachem Stern Jerusalem Lectures. London — Hannover, 1999. (англ.)
- Rapporti di forza. Storia, retorica, prova, Feltrinelli, 2000
- Prefazione a Aldo Pettenella, Storie euganee, a cura di Francesco Selmin, Cierre, 2002
- Nessuna isola è un’isola. Quattro sguardi sulla letteratura inglese, Feltrinelli, 2002
- Un dialogo, con Vittorio Foa, Feltrinelli, 2003
- Curatela (con Emanuela Scribano) di Conversazioni per Alberto Gajano, Pisa: Ets, 2005
- Il filo e le tracce. Vero falso finto, Feltrinelli, 2006
- Paura, reverenza, terrore. Rileggere Hobbes oggi, Monte Università Parma, 2008
- Curatela di Cesare Pavese, Felice Balbo e Natalia Ginzburg, Lettere a Ludovica, Archinto, 2008

### На русском языке
- Образ шабаша ведьм и его истоки // Одиссей. Человек в истории. 1990. — М., 1990. — С. 132—146
- Сыр и черви. Картина мира одного мельника, жившего в XVI в. Перевод М. Л. Андреева, М. Н. Архангельской. — М.: РОССПЭН, 2000. — 272 с.
- Мифы — эмблемы — приметы. Морфология и история. Перевод С. Л. Козлова. — М.: Новое издательство, 2004. — 348 с.
- Широты, рабы и Библия: опыт микроистории // Новое литературное обозрение 2004, № 65
- Остранение: Предыстория одного литературного приема. Перевод С. Л. Козлова. // Новое литературное обозрение 2006, № 80
- Загадка Пьеро: Пьеро делла Франческо. Перевод М. Б. Велижева. — М.: Новое литературное обозрение, 2019—216 с.
- Судья и историк: Размышления на полях процесса Софри. Перевод М. Б. Велижева. — М.: Новое литературное обозрение, 2021—208 с.
- Деревянные глаза. Десять статей о дистанции. Перевод под редакцией Вс. В. Зельченко. М.: Новое издательство, 2021. — 448 с.
- Гинзбург К. Соотношения сил. История, риторика, доказательство / пер. с итал. М. Велижева. — М.: Новое литературное обозрение, 2024. — 184 с. — (Интеллектуальная история). — ISBN 978-5-4448-2243-2.